# Martlesham
Martlesham is een civil parish in het bestuurlijke gebied East Suffolk, in het Engelse graafschap Suffolk.